# Linia Kawagoe
Linia Kawagoe (jap. 川越線 Kawagoe-sen) - linia kolejowa o długości 30,6 km, która łączy miasta Saitama, Kawagoe i Hidaka w prefekturze Saitama, w Japonii. Linia została otworzona w 1940, a zelektryfikowana w (1,500 V DC) w 1985. Cała linia jest jednotorowa z wyjątkiem odcinka długości 3,7 km, pomiędzy stacjami Ōmiya i Nisshin.
Linia należy do Japońskiej Kolei Wschodniej (JR East).

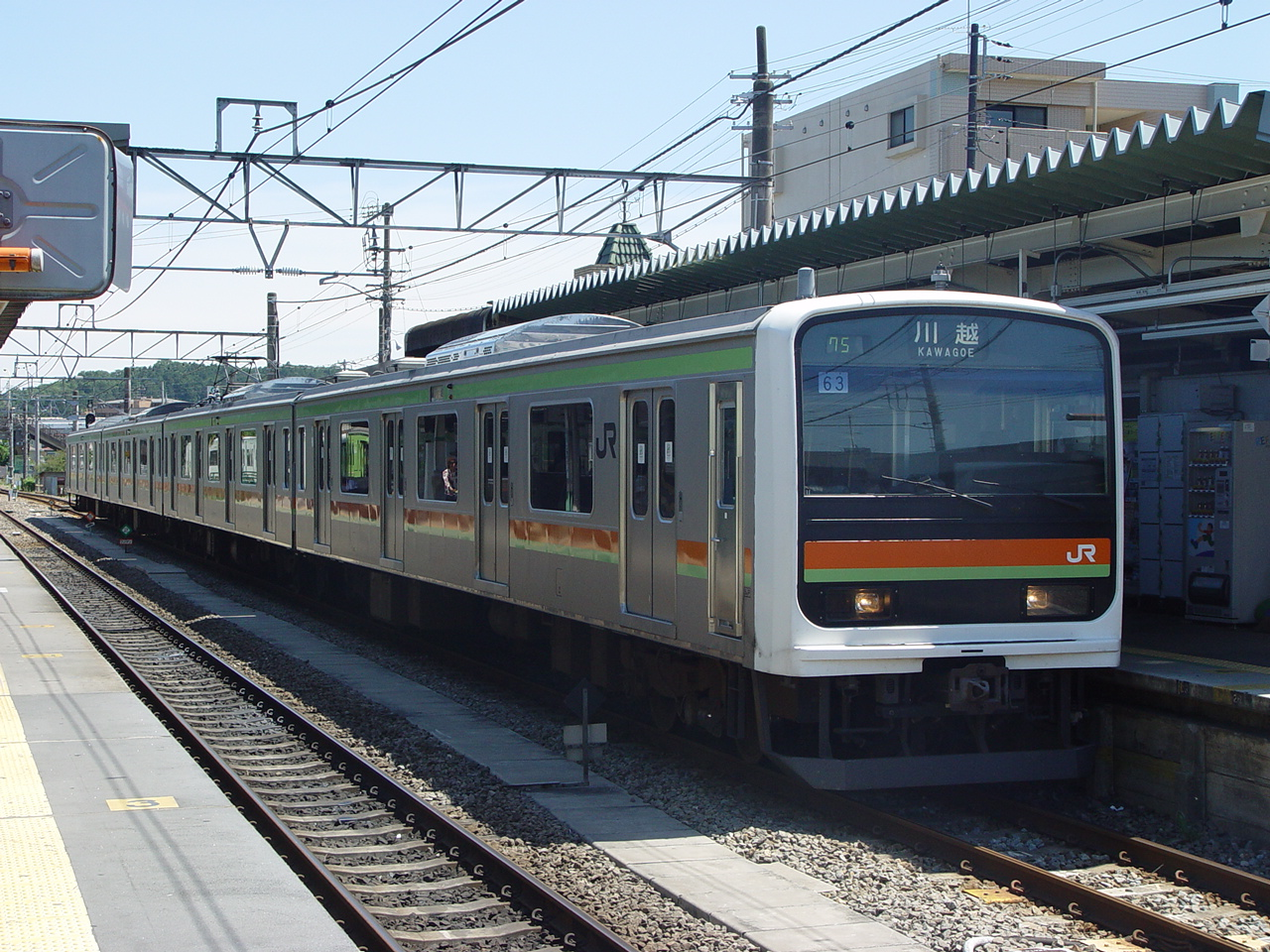
EZT serii 209-3000 na stacji Komagawa

Odcinek pomiędzy Kawagoe i Ōmiya pełni rolę przedłużenia linii Saikyō.

## Stacje
| Nr. | Stacja           | Dystans (km) |
| --- | ---------------- | ------------ |
| 01  | Ōmiya            | 0,0          |
| 02  | Nisshin          | 3,7          |
| 03  | Nishi-Ōmiya      | 6.3          |
| 04  | Sashiōgi         | 7,7          |
| 05  | Minami-Furuya    | 12,4         |
| 06  | Kawagoe          | 16,1         |
| 07  | Nishi-Kawagoe    | 18,7         |
| 08  | Matoba           | 20,9         |
| 09  | Kasahata         | 23,8         |
| 10  | Musashi-Takahagi | 27,0         |
| 11  | Komagawa         | 30,6         |

## Tabor
- 32 x 10 wagonowe EZT serii 205
- 10 wagonowe EZT serii TWR 70-000
- 5 x 4 wagonowe EZT serii 205-3000
- 4 x 4 wagonowe EZT serii 209-3000
- 2 x 4 wagonowe EZT serii 209-3100